# 克里斯滕森山
67°58′S 47°52′E / 67.967°S 47.867°E
克里斯滕森山是南極洲的山峰，位於恩德比地，處於雷納冰川西南面，海拔高度1,475米，該山峰在1930年1月13日被探險隊發現，現時由南極條約體系管理。